# 擬態
擬態（ぎたい、mimicry,  mimesis）とは、
- 他のものに、ようすや姿を似せること[1]。
- 生物が自分以外の何物かに外見やにおい、動きなどを似せることにより、生存上の利益を得る現象[2][1]。

## 概説

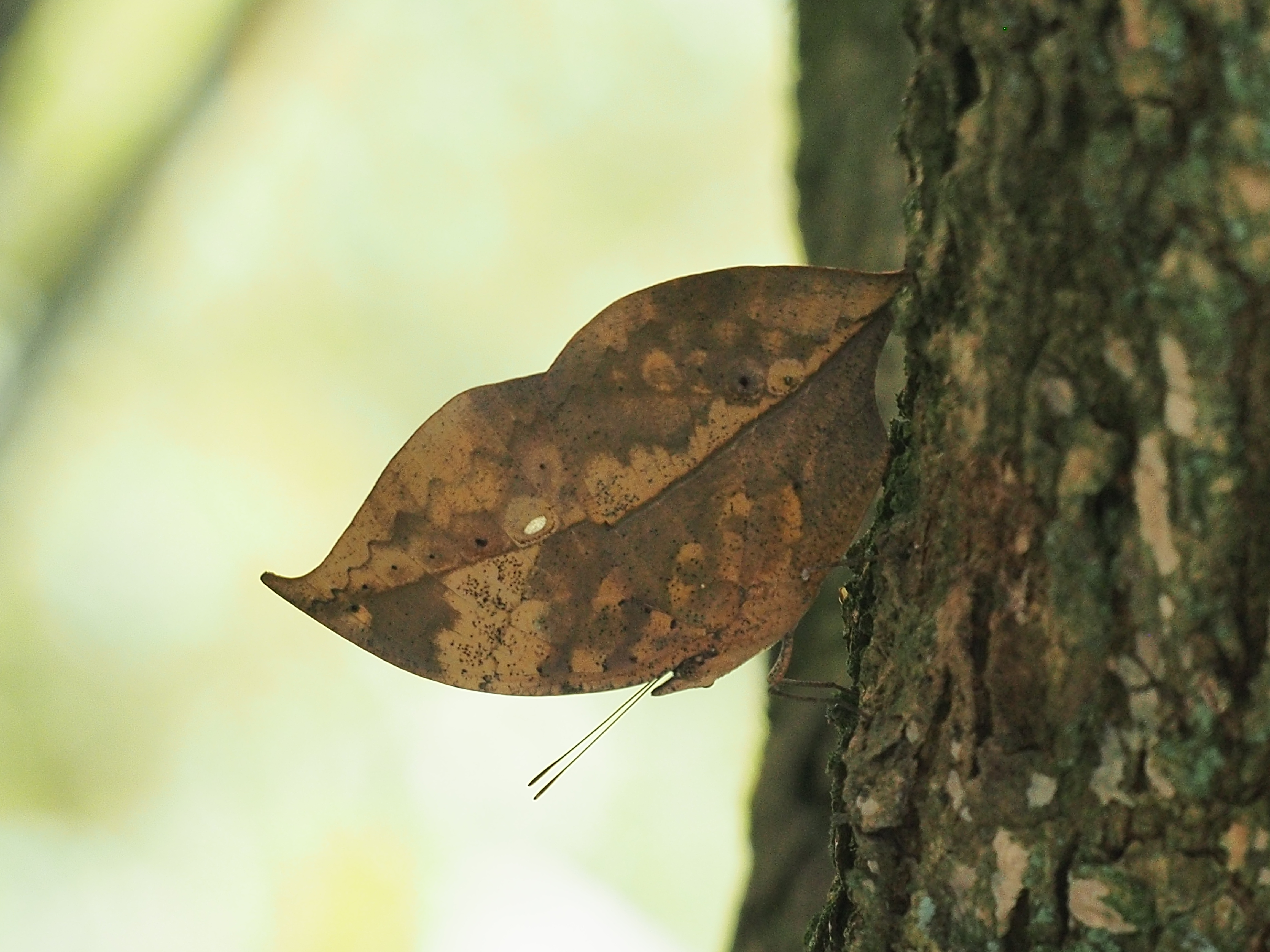
コノハチョウ

態（＝ありさま、様子や姿）を擬する（＝似せる）こと、という表現である。
動物の擬態の例としては、例えばコノハチョウが自らの姿を枯葉に似せて目立たなくすることなどが挙げられる。またアブが、ハチに似せて目立つ色を持ち、ハチに擬することなども挙げられる。
進化によってある特定の環境に似た外見を獲得して擬態するもの（昆虫類など）と、自分の外見を変化させる能力を獲得して擬態するもの（カメレオンなど）がある。

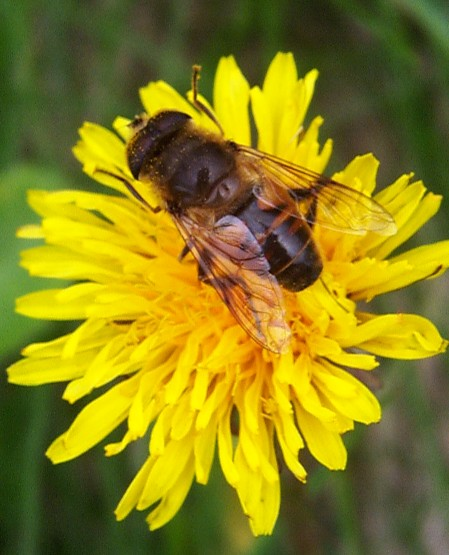
一見ミツバチのような、ハチに擬態したハエ

特に色彩だけを似せている場合は「保護色」と呼んでいる。
人間からはそうは見えなくとも、すむ環境や活動する時間によっては立派な擬態や保護色となるものもある。海水魚にはタイやカサゴなど赤っぽい体色のものがいるが、ある程度の水深になると青い光が強くなるため、これらの赤色は目立たない灰色に見えてしまう。
またトラもよく目立つように思えるが、ヒトなど一部の三色色覚を持つ霊長類を除き、哺乳類には視覚的に色の区別ができないものが多いため、茂みにひそめばこれも擬態になると考えられている。
同じような生活環境に適応し、また同じような食性を獲得した結果、二つあるいはそれ以上の種類の生物の形態が非常に似たものになることがあるが、これは擬態ではなく収斂進化と呼ばれる現象である。収斂進化した複数種の生物においては、体の外見だけでなくその機能も似ている。またあとに述べるミミックとモデルという非対称的な関係は存在しない。たとえばカマキリとミズカマキリとカマキリモドキはよく似た鎌状の前脚を持つが、擬態ではなく収斂進化の例である。
擬態はカモフラージュとも言う。

## 分類

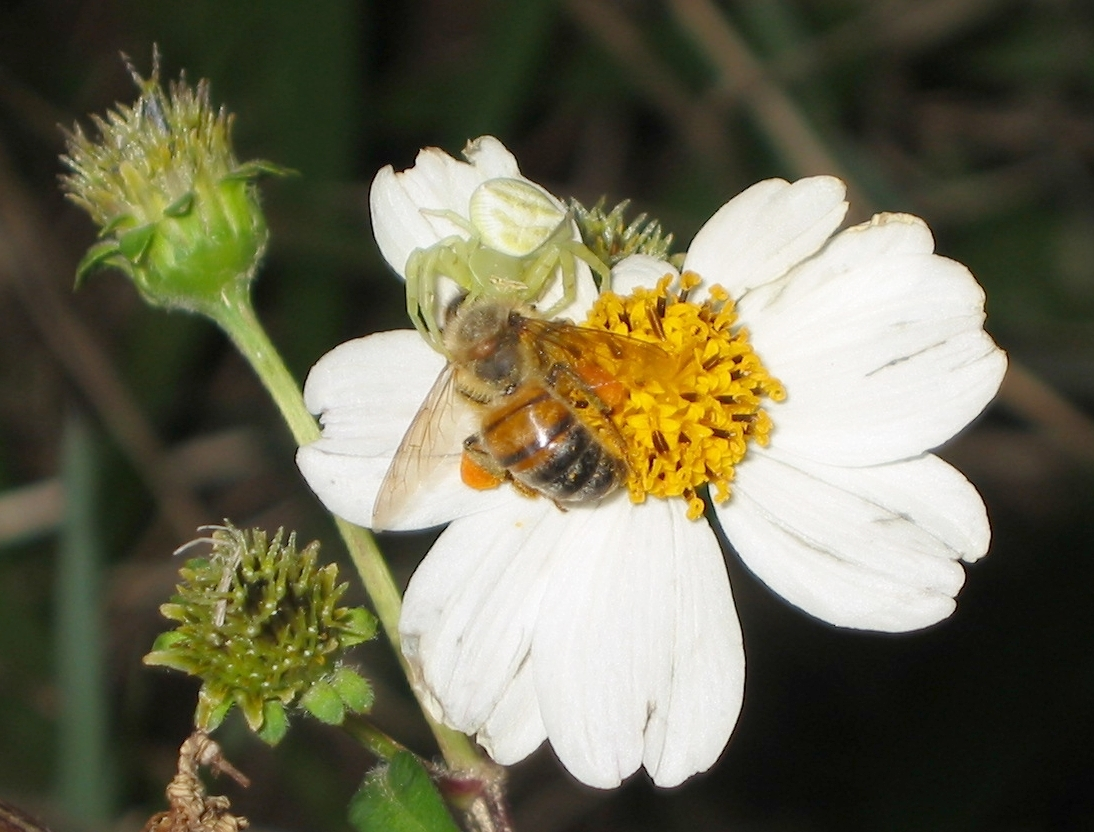
攻撃擬態を取るオキナワアズチグモ：背景に溶け込み、自身の姿を隠す。蜜を吸いにやって来たハチをつかまえた

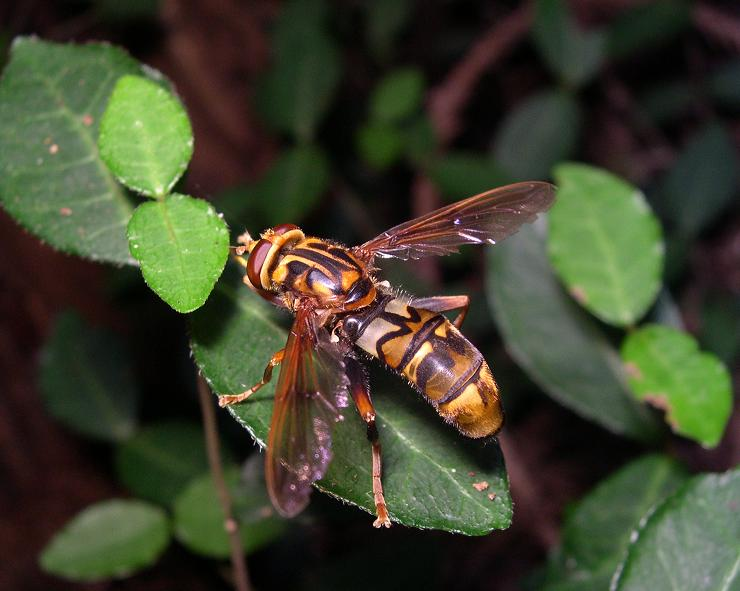
ベイツ型擬態のシロスジナガハナアブ：腰に白い部分がありハチの細い腰を彷彿とさせる。一定の場所を占有し、近づく虫や人を駆逐するような行動をとることがある。飛び方や羽音もハチに似る

擬態には背景に似せ目立たなくする隠蔽的擬態mimesis（またはcamouflage）と、目立つことにより捕食者、獲物を欺く標識的擬態mimicryがある。また、獲物を得る為に擬態するものを攻撃擬態（こうげきぎたい）と呼ぶ。
隠蔽擬態
バッタ、ナナフシなど、周囲の植物や地面の模様にそっくりな姿をすることで、捕食者、獲物から発見されないようにする。
攻撃擬態

カマキリ、アンコウ、リーフフィッシュなど自分が捕食者では、周囲の植物や地面の模様にそっくりな姿をすることで、獲物に気づかれないようにしたり、目立つことにより獲物をおびき寄せたりする。身を隠すという意味では隠蔽擬態の一種であり、実際自分を捕食する動物に対しては普通の隠蔽擬態として機能する。ペッカム型擬態とよばれることがある。
ニセクロスジギンポは、掃除魚であるホンソメワケベラに似ることによって、鰭かじりの効率を高める攻撃擬態と、魚食性魚類からの捕食圧を低減させる保護擬態の両方の効果を得ていると考えられている。
繁殖のための擬態
ごくまれな例であるが、あるものを呼び寄せるための擬態であり、しかし攻撃や捕食を目的としないものもある。オーストラリアのハンマーオーキッドというランは、その花がある種のハチのメスの姿に似ていることで有名である。その種のオスがこの花を見つけると、花に抱き着いて交尾をしようとして、この時に花粉媒介を行う。
類似の例として、淡水二枚貝ランプシリスがある。この種では、幼生が放出されると、淡水魚のヒレにしばらく寄生する性質がある。二枚の殻からはみ出す外套膜の周辺部が魚のように見える形と模様を持ち、それを見た魚のオスが、メスが産卵しようとしているものと見て放精するために体を寄せてくるところに幼生を放出するのである。
海洋甲殻類のツノオウミセミは、メスを囲い込んでハレムを作るα型のオスのほかに、メスに擬態してハレムに入り込むβ型、幼体に擬態してハレムに入り込むγ型のオスの形態を持つ。
また、擬態関係にある複数種が出現する場合があり、その内容によってベイツ型擬態（ベイツがたぎたい）、ミューラー型擬態（ミューラーがたぎたい）と呼ばれる。
ベイツ型擬態

毒を持つ生物のなかには、警戒色によって周囲に危険を知らせるものがあるが、それらの生物とは違う種が、同じ警戒色を用いて、捕食されないようにする。アシナガバチにそっくりなトラカミキリ、サンゴヘビにそっくりなミルクヘビなどが例として挙げられる。
アフリカ産のオスジロアゲハ(Papilio dardanus) のメスは、少なくとも6種のマダラチョウ（有毒あるいは鳥が嫌う味がする）と酷似したそれぞれ全く異なる羽の紋様を持つ。しかし異なる紋様を持つ系統同士でも交雑が可能である。ベイツはこのような擬態を見せる昆虫について、中間型はすぐに捕食されてしまうから見つからないのだろうと予測したが、オスジロアゲハに関しては、紋様を決める遺伝子群が単一の遺伝子であるかのように固まって遺伝し、中間型は生まれないことが分かっている。
ビロードスズメなどいくつかの種のスズメガでは、幼虫の体の先端がふくらみ眼状紋を持ち、ヘビの頭部に擬態していると考えられている。このように系統的にまったく違う生物の間にもベイツ型の擬態が見られる。
ミューラー型擬態
毒を持つ生物が、おたがいに似通った体色をもつことをいう。スズメバチ類、アシナガバチ類、ホタルとホタルガなどが例として挙げられる。
メルテンス型擬態
ミューラー型擬態の特殊なもの。危険な生物がより危険が少ない生物に擬態しているように思われる比較的まれなケースである。ある生物Aが捕食者を必ず死なせるような強い毒を持つ場合、生物Aを捕食した捕食者は死んでしまうので、捕食者は「生物Aが有毒である」という知識を学習することができない。したがって、生物Aが独自の警戒色を持っても、捕食者が生物Aを避けてくれないため、意味がない。このような場合、生物Aが「捕食者を殺さない程度の毒を持つ生物B」に擬態すれば、Aは「Bを捕食したことのある捕食者」に避けられる、という恩恵が得られるのではないかと考えられる。たとえば強毒のサンゴヘビは弱い毒を持つニセサンゴヘビに擬態していると言われる。
擬態している生物を擬態者、またはミミック、模倣される対象をモデルと呼ぶ。

## 擬態と行動
一般には、擬態は外見がモデルによく似ることをさすが、モデルが動物などの動くものの場合、動きが似ていなければ、外見が似ていても効果が薄い。そこで、擬態するものの動きや行動が、モデルそっくりになるのもよく見られる。例えば、ハチに擬態するカミキリは、細かく触角をふりながら、せわしなく歩く。また、コノハチョウは危険を感じると体を前後にユラユラと動かし、木の葉がゆれるように見せかける。
単に動きが似ているというより、行動として、特別に他者によく似た動きをとるものもある。タテハチョウは強くはばたいてしっかりと飛ぶが、マダラチョウは柔らかくはばたいてふわふわと飛ぶ。タテハチョウの仲間で、カバマダラ（有毒）に擬態しているとされるメスアカムラサキのメスは、普段はマダラチョウのようにふわふわと飛んでいるが、人が追っかけて捕虫網をふりまわし、取り逃がしたとたん、タテハチョウの飛び方に変わって力強くはばたいて逃げてしまう。このことは、このチョウのふだんの飛び方が、モデルに似せるための、つまり擬態のためにあえてとっている行動であることを示唆するものである。

## 視覚以外の擬態
視覚以外の感覚にうったえる擬態もある。
たとえば、ナゲナワグモというクモは、枝先に足場のような糸を張り、そこにぶら下がって前足から糸を垂らす。この糸の先には粘液の球がついており、虫が近づくとそれをぶつけて虫を捕らえる。ところが、よく調べて見ると、捕まる虫が特定の数種のガばかりで、しかもオスであることが判明した、そこから研究が進み、粘球にガの性フェロモンに類似した物質が含まれることが判明した。つまり、雄のガがメスだと思ってやってくると、そこにクモがいるわけである。したがって、これは化学物質を利用した攻撃型擬態である。またガータースネークのオスは、冬眠からさめたときメスのフェロモンを出すことがある。 すでに日光をあびて体温が上昇したほかのオスたちがこれにだまされて接触してくると、このオスは彼らから熱をうばい、自分の冷えた体をすみやかにあたためる。これは同種の動物をあざむく化学的擬態の例である。
花粉を媒介させるため、花から腐肉の匂いを発してハエやシデムシなどの昆虫を集めるラフレシア、スマトラオオコンニャク、スタペリアなどの植物が知られているが、これも化学的擬態の例と言えるだろう。スッポンタケ科のキノコも胞子をふくんだ腐敗臭を放つ粘液を出してハエなどの虫を集め、胞子を拡散させる。
視覚に訴えるものではあるが、外見によらないものもある。ホタルの仲間はオスとメスが光の信号でやり取りすることが知られているが、北アメリカのフォトリウス属には、メスがフォティヌス属のホタルの発光パターンで発光し、フォティヌス属のオスを誘引し、捕食するものがある。

## 擬態の限界
ベイツ擬態のように、無害な動物が有害な生物をモデルとした擬態の場合、捕食者がモデルを攻撃したときのいやな記憶を長く保っていなければ効果がない。もしもハチに刺された動物が、すぐにハチのことを忘れてしまえば、次に（ハチに擬態した）カミキリを見つけたときにも、ためらわずに捕食する。また、ハチの模様と刺された痛みを関連づけて覚えていなければ、次にカミキリを見つけたときにも、やはりためらわずに捕食することとなる。
したがって、脳神経系と視覚などの感覚器がある程度発達した捕食者に対してしか効果はない。
また、捕食者があらかじめモデルの発する信号の意味を理解していなければ（これは遺伝的なものと学習によるものとがある）、擬態者の「偽の」信号の意味も知らないことになり、効果がない。もしモデルより擬態者のほうがあまりに多ければ、捕食者は、危険なモデルよりも無害な擬態者に遭遇する頻度が高くなり、擬態者の発する信号は機能しない。黄色と黒のカミキリがハチよりもはるかにたくさんいるのであれば、捕食者は、「黄色と黒は食べられる」と理解する。黄色と黒のカミキリがハチと同数ならば、「黄色と黒は危険だが、捕食を試みる価値はある」と理解する。
したがって、擬態者は、モデルよりあまり多数になるような繁殖はできない可能性がある。

## 擬態の信憑性
いろんな生物を見たときに、擬態ではないかと思われる例は数多い。しかし、この問題が見かけでわかりやすく、面白くて取っつきやすいために、安易な判断がなされている場合も多い。本当にそれが擬態として作用しているのかどうかには、しっかりした観察に基づく慎重な論議が必要である。この点は、保護色や警告色などについても同様であり、これまでに、後に誤りであったと判断された説は数多い。
たとえば、トリノフンダマシという、排泄されたばかりの鳥の糞に見えるクモがいる。このクモは、20世紀半ばまで、糞だと判断してよってきた昆虫を食べる、攻撃的擬態であると判断されていた。しかし、現在では、このクモは夜間に網を張ることが知られている。それでも糞に擬態している可能性は残るわけだが、実はこのクモは、多くの場合葉の裏側に止まるのである。

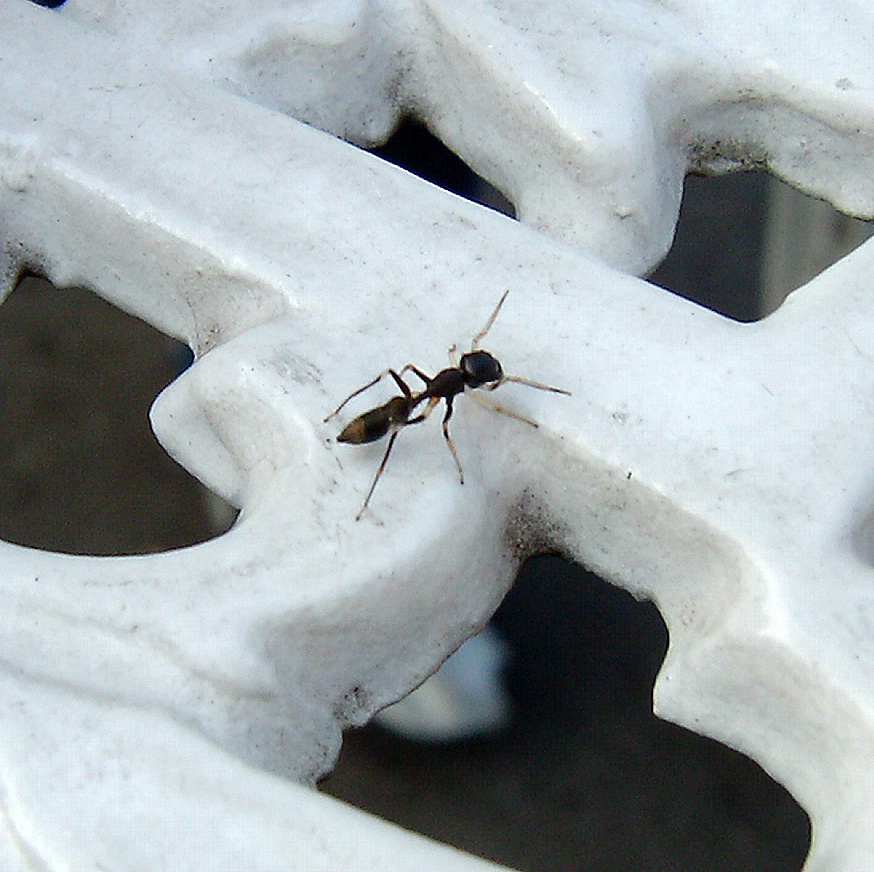
アリに擬態したアリグモ

同じくクモ類であるが、アリグモは、ハエトリグモ類でありながら、肉眼的にはアリにしか見えないくらい、アリによく似ている。このクモも、20世紀前半までは攻撃的擬態の代表例になっていた。アリが仲間だと思って挨拶するところを捕まえる、というのである。さらに、アリの巣に侵入してアリの蛹を担いで出るという話すら、専門書に記されていた。ところが、その後の観察から、このような話の信憑性が問題になり、むしろ、現在では野外に於いてはアリは攻撃的で強い昆虫であるので、その姿でいることで安全を図っている、つまりベイツ型擬態であるとの判断になっている。それどころか、アリが近づくと逃げる、との観察もあり、現在のクモの本では、アリグモがアリを捕まえたという確実な観察例は存在しない、とまで書かれているものがある。しかし、この記述が正しいかどうかは、また別の問題でもある（なお、アリを捕食するハエトリグモとしてアオオビハエトリがいる。前脚をあげて触角に似せているかのようなポーズをとるが、アリグモほどアリに似ていない）。
このような擬態に関する誤解は、今後とも起こり得ることとして、慎重に判断する必要がある。

## 擬態する生物
- 昆虫

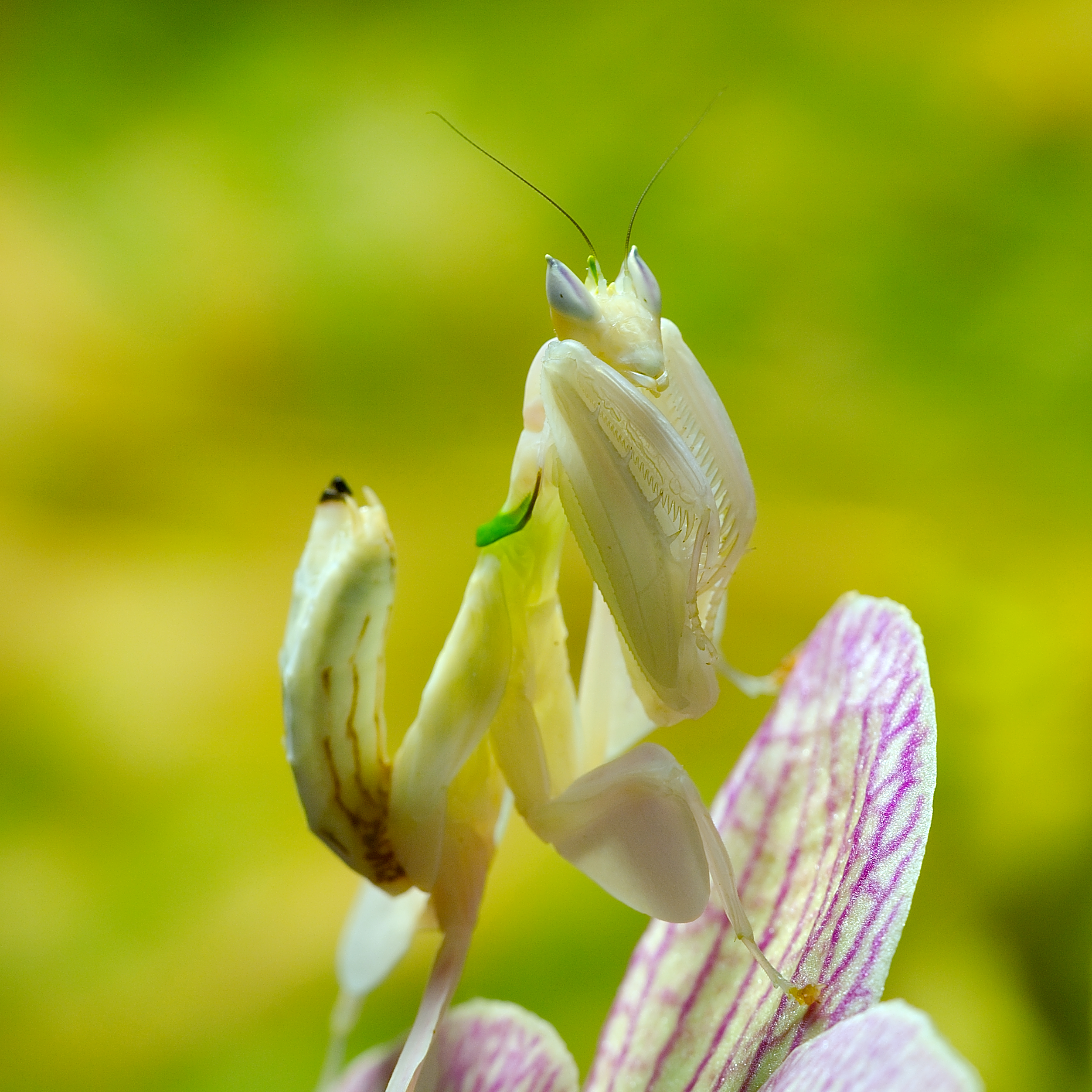
ハナカマキリの幼虫

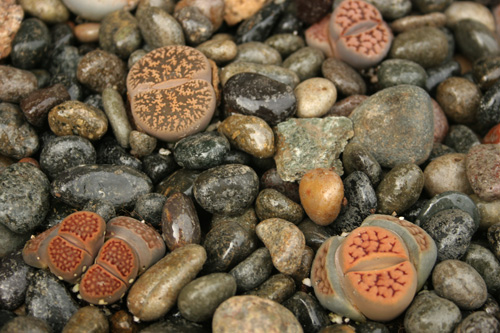
リトープスなどは小石に紛れることで草食動物に食べられるのを回避する。

  - ムラサキシャチホコ Uropyia meticulodina（枯れ葉）- 葉のギザギザや陰影、丸まった部分のグラデーションまでも立体感豊かに再現する）
  - アカエグリバ（枯れ葉）
  - アケビコノハ（枯れ葉）
  - ホシカレハ（枯れ葉）
  - キノカワガ（樹皮）
  - シャクガ（幼虫が木の枝に擬態）
  - イラガ（まゆが鳥の糞に擬態）
  - イボタガ（目）
  - ビロウドスズメなどの幼虫（ヘビの頭部）
  - スカシバガ科（ハチ）
  - コノハチョウ（枯れ葉）
  - ナミアゲハ（2 - 4齢幼虫が鳥の糞に擬態。5齢幼虫は緑の葉に擬態）
  - フクロウチョウ（英語版）（フクロウなどの目）
  - ジャノメチョウ科（目）
  - サルオガセギス （サルオガセ（地衣類））
  - ハナカマキリ（ランの花）
  - カレハカマキリ（枯れ葉）
  - ショウリョウバッタ（イネ科などの草の葉）
  - カワラバッタ （河原の小石）
  - イボバッタ（樹皮・地面）
  - クツワムシ（葉）
  - コノハムシ （葉）
  - ナナフシ（枝） - 卵は種子に擬態していると思われる。
  - ムシクソハムシ（虫の糞）
  - オジロアシナガゾウムシ（鳥の糞）
  - [[トラフカミキリ]]（ハチ）
  - ハナアブ （ハチの警戒色を擬態する。ベイツ型擬態の例）
  - ツノゼミ - 種類によってさまざまなものに擬態している。
    - バラノトゲツノゼミ・ミツカドツノゼミ（バラのとげ）
    - ムシノフンツノゼミ［ムシクソツノゼミ］（虫の糞）
    - アリカツギツノゼミ（威嚇ポーズのアリ）
    - ハチマガイツノゼミ（ハチの形と動き）
    - ミカヅキツノゼミ（枯れた枝・葉）
    - カレハツノゼミ（枯れ葉）
- クモ類
  - トリノフンダマシ（鳥の糞）
  - アリグモ（アリ）
- 甲殻類 - 岩場や砂地に棲む表在ベントスあるいは寄生・共生生活を送るグループは、それぞれの基質に似せた体色や質感を有している。
  - ヨコエビ - テングヨコエビ科のヨコエビStenopleustesは、タマキビ科の巻貝Lacunaに擬態していることが報告されている[6]。
  - ワレカラ（海藻）
- 頭足類 - タコ・イカは周囲に合わせて体表の色素胞を拡大・収縮させ瞬時に色を変える。タコは体表の凹凸までも周囲に合わせる。
  - ミミックオクトパス[ゼブラオクトパス] - 体を変形させて15種以上の動物（ウミヘビ、ミノカサゴ、アカエイ、クモヒトデ、イソギンチャク、シャコなど）に擬態する。
- 貝類
  - ランプシリス - 外套膜の一部が魚に似ている。これにさそわれて魚が近づくと、幼生を放出し魚にのみこませ寄生させる。
  - マガキガイ - 有毒であるイモガイ類に対するベイツ型擬態？
- 魚類
  - リーフフィッシュ（枯れ葉）
  - カミソリウオ（枯れ葉）
  - リーフィーシードラゴン（海草）
  - アンコウ（海底の砂地）
  - カレイ・ヒラメ類（海底の砂地）
  - オニダルマオコゼ（岩）
  - ニセクロスジギンポ - ホンソメワケベラに擬態して大型の魚に近づき、皮やうろこをかじりとる。
  - ダンゴウオ - 幼魚がチャイロタマキビガイLacunaに擬態する[7]。幼魚期を巻貝に擬態して過ごす魚類には他にシクリッドの一種Neolamprologus furciferが知られる[8]。
- 両生類
  - ツチガエル　（地面）
  - ミツヅノコノハガエル（枯れ葉）
  - ウエストアフリカン・サバンナ・フロッグ - アリをあざむく化学的擬態。
- 爬虫類
  - ワニガメ（舌の一部がミミズに擬態）
  - カメレオン科（木の枝、葉）
  - コノハヤモリ（枯れ葉）
  - マタマタ（枯れ葉、岩）
- 鳥類
  - ヨタカ（木の枝・こぶ）
  - ヨシゴイ（ヨシ）
  - コチドリ - ヒナ・卵が小石に擬態。親鳥は擬傷をする。
- 吸虫
  - ロイコクロリディウム - カタツムリの触角に寄生してイモムシのように擬態し、しま模様を動かして鳥を誘い、食べられて拡散する。
- 菌類
  - ターマイトボール - 質感と匂いをシロアリの卵に似せて働きアリから世話を受ける、いわば社会的寄生を行う菌類。

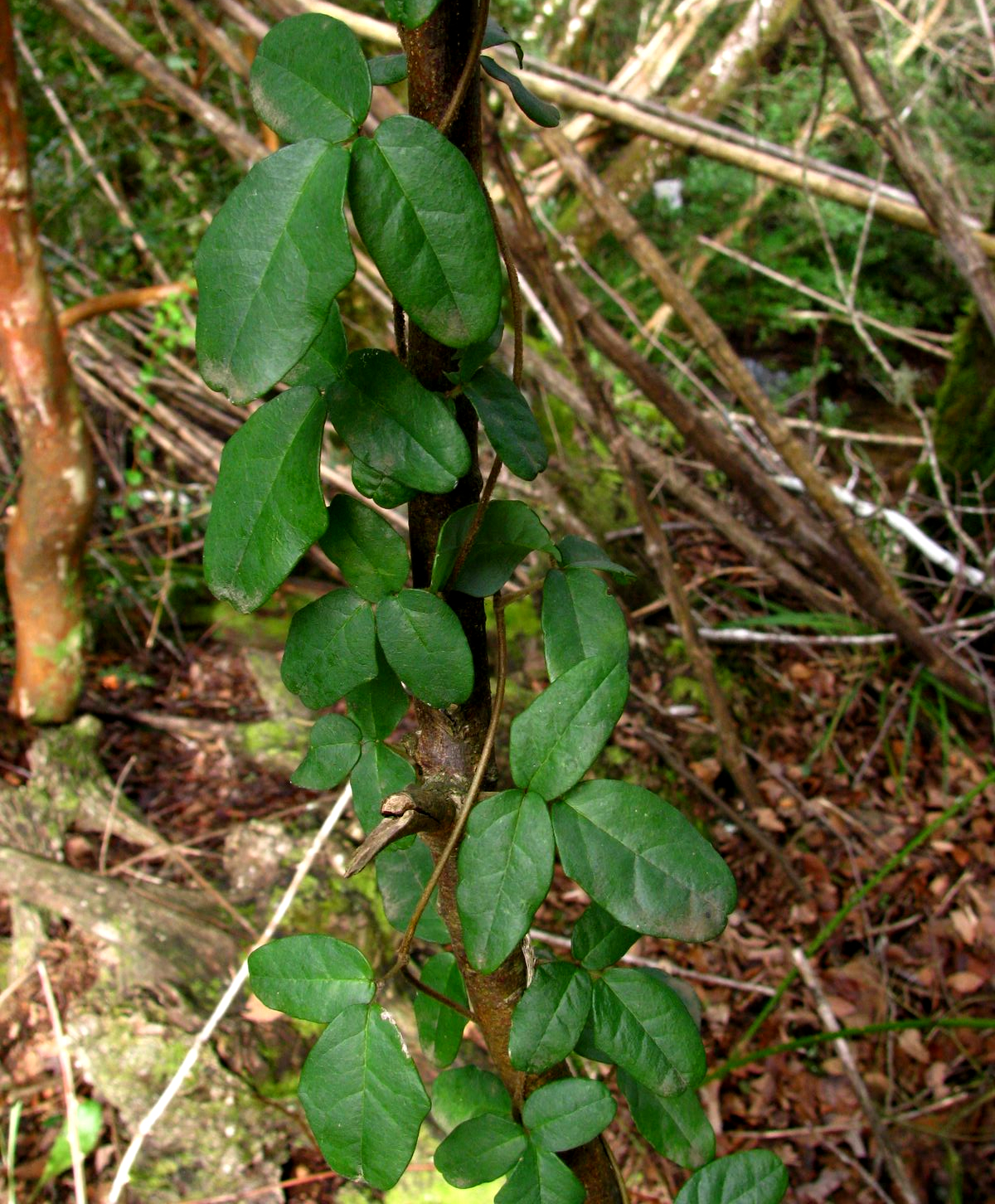
宿主の葉を模倣するBoquila。プラスチック製の観葉植物の葉も模倣する。

- 植物 ‐植物の擬態（英語版）
  - ヴァヴィロフ型擬態 ‐ 作物に似せた雑草の擬態。
  - ボキラ（英語版） - つる性植物で、自分が巻きついた植物の葉を模倣して再現するという擬態能力をもつ。ボキラがなにを模倣すべきかをどのようにして認識しているかについては、不明[10]。
  - Pouyannian mimicry ‐ 昆虫に擬態しフェロモンを放出して、擬似交接（英語版）によって花粉を運ばせる擬態。
    - ハンマーオーキッド（英語版） - ある種のハチのメスに擬態し、ハチの性フェロモンに似た物質を出してオスバチを誘引し、花粉を媒介させる。

  - 擬態
    - リトープス（小石）
    - 帝玉 （英語版）（小石）

  - 誘因
    - ドンキーオーキッド - 花がマメ科の花に似て昆虫を誘引する。
    - ハラン (植物) - 花をキノコに擬態させることで、キノコバエを花粉媒介とする[11]。

## フィクション
- 玩具・アニメ『トランスフォーマー』シリーズ - トランスフォーマーの変形の目的の一つは擬態である。
- 映画『ミミック』- 遺伝子操作によって巨大化したゴキブリが擬態能力を持つ。
- 特撮『仮面ライダーカブト』- 人間に擬態する宇宙生物「ワーム」との戦いを描く。
- RPG『ドラゴンクエストシリーズ』- 宝箱や壷に擬態するモンスターが登場。
- 漫画『9番目のムサシ』の第4シリーズに登場する暗殺集団「JBF」のメンバー、セレストは自然界のあらゆるものに溶け込んでターゲットを倒すため、彼のあだ名は「ミミック（擬態する者）」である。
- 漫画・アニメ『獣王星』 - 主人公トール・クラインは人類滅亡を防ぐために造られた「最後の子供（ラスト・チャイルド）」で、代理母の胎内にいた頃から生きるために擬態して生き残ってきた。
- 玩具・アニメ『新幹線変形ロボ シンカリオンZ』 - 先住民族テオティは碓氷アブトの父・トコナミ（ザガン）を含め、変身能力で地球人に擬態する[要出典]。